# Takahiro Ōmori
Pour les articles homonymes, voir Ōmori.
Takahiro Ōmori (大森 貴弘, Ōmori Takahiro), né en 1965, est un réalisateur d’anime et animateur japonais.

## Biographie
Après le lycée, il entre au studio Deen et y travaille en tant qu'animateur. Il devient par la suite indépendant et travaille pour un grand nombre de studios : studio Pierrot, Ashi Production, Gainax, Sunrise, etc. Au début des années 90, il décide de mettre fin à sa carrière d'animateur pour travailler dans la production de vidéos de karaoké. Cependant, il revient par la suite à l'animation et réalise sa première série, Aka-chan to boku diffusé en 1996 pour le compte du studio Pierrot. C'est sa première collaboration avec le scénariste Sukehito Tomita, avec qui il va travaillé sur trois autres séries, toutes produites par Pierrot. Durant la même période, il réalise également le magical girl Fancy Lala en 1998 avec au scénario Tomomi Mochizuki.
À partir de 2000, il travaille pour d'autres studios en tant que storyborder ou animateur. II participe notamment aux productions du studio Radix où il assiste le réalisateur Tomokazu Tokoro sur la série télévisée Ailes Grises en 2002. Le studio lui permet également l'année suivante de retourner à la réalisation avec la série Wonder Bevil. Il réalise par la suite deux séries L'Académie d'Alice (2004-05) et surtout Koi Kaze (2004), qui lui permet d'être remarqué. Il se retrouve l'année suivante à la réalisation de la grosse production La Fille des enfers, coproduite par Studio Deen et Aniplex. Il réalisera également la suite diffusé en 2006-2007.
En 2007, il réalise la série Baccano! chez les studios Brain's Base. Acclamé par la critique, il réalisera plusieurs autres séries pour le compte du même studio, dont il deviendra un habitué. Il réalise notamment la série Natsume Yūjin-chō, adapté du manga du même nom, en 2008 ainsi que ses suites en 2009 et 2011. En 2010, il réalise l'adaptation du manga Princess Jellyfish, diffusé dans la célèbre émission Noitamina.
En septembre 2011 est sorti au Japon son premier film, Hotarubi no mori e, un moyen métrage de 44 minutes.
Il travaille souvent avec les mêmes personnes :
- Noboru Takagi - Scénario (Koi Kaze, Baccano!, Durarara!!)
- Ken'ichi Kanemaki - Scénario (La Fille des enfers, Natsume Yūjin-chō)
- Takahiro Kishida - Chara-designer (Wonder Bevil, Koi Kaze, Baccano!, Durarara!!)
- Makoto Yoshimori - Compositeur (Koi Kaze, L'Académie d'Alice, Baccano!, Natsume Yūjin-chōDurarara!!, Princess Jellyfish,Hotarubi no mori e)
- Yoshikazu Iwanami - Responsable du son (Wonder Bevil, Koi Kaze, L'Académie d'Alice, Baccano!)

## Œuvre

### Réalisation
- 1996-1997 : Aka-chan to boku (série télévisée) - Réalisation, storyboard (ep 1,13,24), directeur d'épisode (ep 13)
- 1997 : Hyper Police (série télévisée) - Réalisation, storyboard (ep 1)
- 1998 : Fancy Lala (série télévisée) - Réalisation, storyboard (ep 1,23,26), directeur d'épisode (ep 23)
- 1998-99 : Yoiko (série télévisée) - Réalisateur
- 1999 : Power Stone (série télévisée) - Réalisateur, storyboard (ep 1)
- 2003-04 : Wonder Bevil (série télévisée) - Réalisateur
- 2004 : Koi Kaze (série télévisée) - Réalisateur, storyboard (ep 1,13), directeur d'épisode (ep 13)
- 2004-05 : L'Académie d'Alice (série télévisée) - Réalisateur, storyboard (ep 1,9,25)
- 2005-06 : La Fille des enfers (série télévisée) - Réalisateur, storyboard (ep 1,25), directeur d'épisode (ep 26)
- 2006-07 : La Fille des enfers (saison 2, série télévisée) - Réalisateur
- 2007 : Baccano! (série télévisée) - Réalisateur, storyboard (ep 1,4,13), directeur d'épisode (ep 13)
- 2008 : Natsume Yūjin-chō (série télévisée) - Réalisateur, storyboard (ep 1), directeur d'épisode (ep 1)
- 2009 : Natsume Yūjin-chō S2 (série télévisée) - Réalisateur, storyboard (ep 1), directeur d'épisode (ep 1,13)
- 2010 : Durarara!! (série télévisée) - Réalisateur, storyboard (ep 1)
- 2010 : Princess Jellyfish (série télévisée) - Réalisateur, storyboard (ep 1), directeur d'épisode (ep 1)
- 2011 : Le Pacte des Yōkai (Natsume Yūjin-chō) (série télévisée, saison 3) - Réalisateur, storyboard (ep 13), directeur d'épisode (ep 1)
- 2011 : Hotarubi no mori e (film) - Réalisateur
- 2012 : Le Pacte des Yōkai (Natsume Yūjin-chō) (série télévisée, saison 4) - Réalisateur, directeur d'épisode (ep 1, 13)
- 2018 : Le Pacte des Yōkai : Utsusemi ni Musubu - (film) Réalisateur

### Autres
- 1984 : Lamu (série télévisée) - Intervalliste
- 1984 : Perman (série télévisée) - Intervalliste
- 1984-85 : Bismark (série télévisée) - Animateur clé
- 1985-86 : Ninja Senshi Tobikage (série télévisée) - Animateur clé
- 1985 : Bari Bari Densetsu (OAV) - Animateur clé (part 1)
- 1985 : Dancouga (série télévisée) - Animateur clé
- 1986-87 : Machine Robo: Revenge of Cronos (série télévisée) - Animateur clé
- 1987 : Machine Robo: Battle Hackers (série télévisée) - Animateur clé
- 1987 : Ladius (OAV) - Participation au mecha design, animateur clé
- 1988 : Tokyo Vice (OAV) - Animateur clé
- 1988-89 : Gunbuster (OAV) - Animateur clé
- 1988 : Metal Skin Panic MADOX-01 (OAV) - Animateur clé
- 1989 : Venus Wars (film) - Animateur clé
- 1989 : Crusher Joe (OAV) - Animation des mechas
- 1989-90 : Patlabor (série télévisée) - Animateur clé
- 1989 : Baoh le visiteur (OAV) - Animateur clé
- 1990 : Dan et Danny (OAV) - Animateur clé
- 1990-91 : Nadia, le secret de l'eau bleue (série télévisée) - Animateur clé
- 1990-91 : Tasuke, the Samurai Cop (série télévisée) - Directeur de l'animation (ep 4,8,14)
- 1990-91 : Moomin (série télévisée) - Directeur d'épisode (ep 51,66,73)
- 1991 : Les Tiny Toons (série télévisée) - Directeur de l'animation
- 1996 : Kyō Kara Ore Wa!! (OAV) - Animateur clé
- 1996 : H2 (série télévisée) - Design
- 1999 : Seraphim Call (série télévisée) - Storyboard (ep 9)
- 2000 : Ayashi no Ceres (série télévisée) - Animateur clé
- 2000 : Time Bokan 2000: Kaitou Kiramekiman (série télévisée) - Storyboard (ep 19)
- 2001 : Earth Girl Arjuna (série télévisée) - Storyboard (ep 9), directeur d'épisode (ep 9)
- 2001 : Hikaru no go (série télévisée) - Storyboard (ep 32)
- 2001-02 : Final Fantasy: Unlimited (série télévisée) - Animateur clé
- 2001 : Pachislo Kizoku Gin (série télévisée) - Storyboard
- 2001-02 : Okojo-san (série télévisée) - Storyboard (ep 8,32), directeur d'épisode (ep 8), directeur de l'animation (ep 8)
- 2002 : Ailes Grises (série télévisée) - Assistant à la réalisation, storyboard (ep 2,8), directeur d'épisode (ep 8)
- 2005 : Zoids: Genesis (série télévisée) - Directeur d'épisode (ep 12)
- 2006 : Aria The Natural (série télévisée) - Storyboard